# Graf DK 32

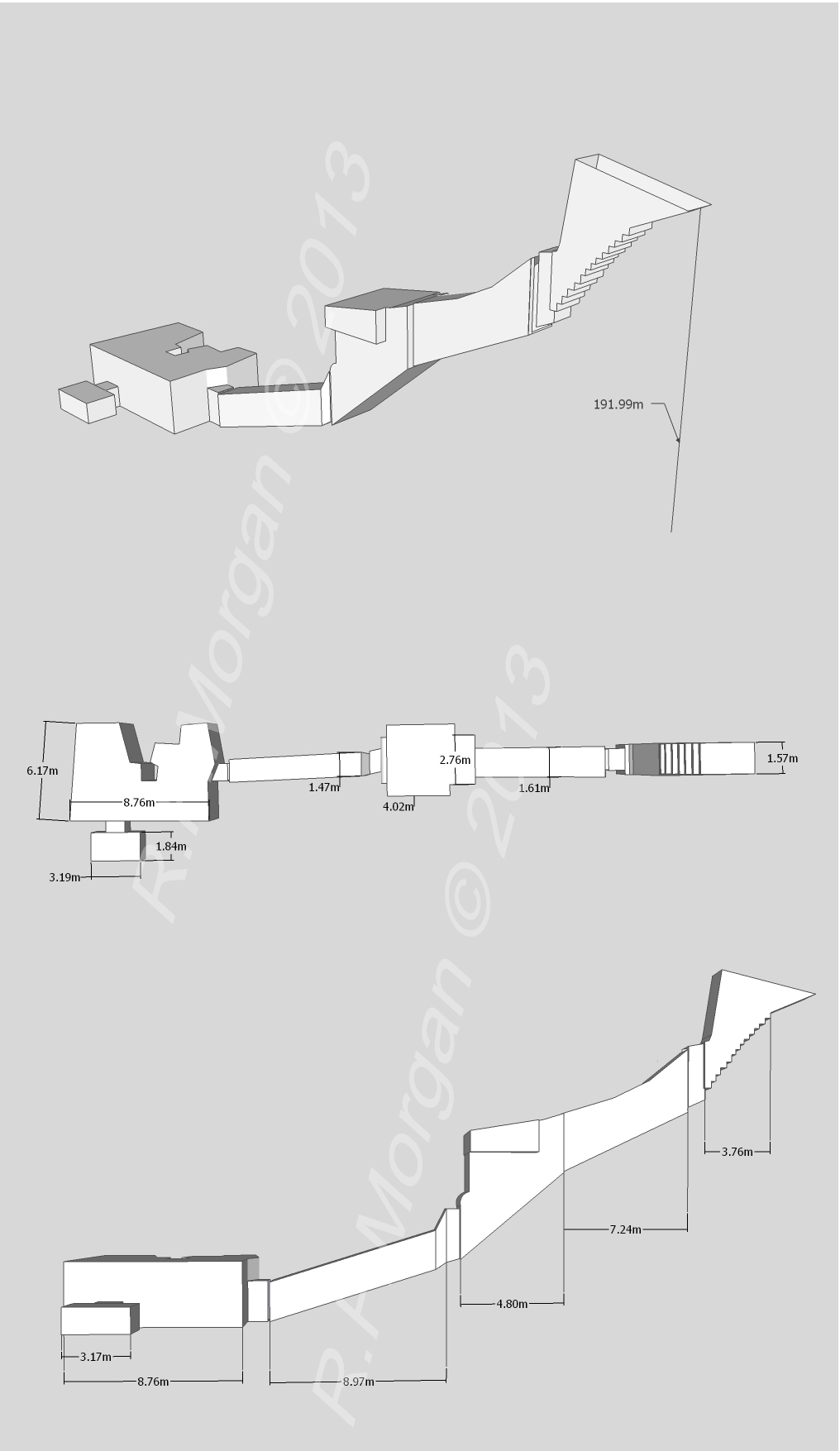
Schematische weergave van graf DK 32

Graf DK 32 is een graf uit de Vallei der Koningen. Het graf werd ontdekt en onderzocht door Victor Loret in 1898. Het is gebouwd voor Tia'a, de vrouw van Amenhotep II en de moeder van Thoetmosis IV.
Het graf, met een lengte van ongeveer 40 meter, is onafgewerkt en niet gedecoreerd. Het werd per toeval ontdekt door arbeiders die in het naburige graf (DK 47) puin aan het ruimen waren.